# Loxoconcha condyla
Loxoconcha condyla är en kräftdjursart som beskrevs av Holden 1967. Loxoconcha condyla ingår i släktet Loxoconcha och familjen Loxoconchidae. Inga underarter finns listade i Catalogue of Life.